# Amused to Death
Amused To Death — третий сольный студийный альбом Роджера Уотерса, бывшего лидера группы Pink Floyd (если не считать его саундтреки к фильмам «The Body» (1970) и «When the Wind Blows» (1986)), вышедший в 1992 году.
В хит-параде Великобритании альбом достиг 8-го места, в США поднялся до 21-го места, а наивысшую позицию занял в Новой Зеландии — 6-е место.
Этот альбом, по мнению обозревателей Allmusic, Blender и Entertainment Weekly, является лучшим в сольной карьере Уотерса.

## История альбома
В октябре 1987 года Уотерс вместе со своей группой The Bleeding Heart Band сделал несколько сессий записи в студии Compass Point Studios в Нассау, Багамские Острова. Работа над альбомом продолжилась в Лондоне в 1988 и 1989 годах. Альбом должен был выйти в 1989 году, но Уотерс посчитал, что он ещё не готов. Сперва он планировал выпустить альбом в виде сиквела его предыдущей работы, Radio K.A.O.S., но, «загоревшись» «телевизионной концепцией», охладел к первоначальной идее.
Альбом писался в общей сложности 18 месяцев в 10 различных студиях. Для получения оптимального результата порядок песен менялся до семи раз. Единственным студийным материалом из сессий 1987 была партия барабанов в песне «Perfect Sense». Последней песней, записанной для альбома была «It’s A Miracle». В этой композиции музыкант саркастично отзывается о британском композиторе Эндрю Ллойде Уэббере (англ. Andrew Lloyd Webber), которого он обвинял в плагиате: «…тогда крышка пианино захлопывается и ломает его грёбаные пальцы. Это чудо». Итоговая версия заменила более быструю версию этой песни с басистом Фли из Red Hot Chili Peppers.
Сопродюсером альбома наряду с самим Уотерсом был выбран Патрик Леонард, работавший до этого с Мадонной, Элтоном Джоном и с Pink Floyd в альбоме A Momentary Lapse of Reason (как клавишник и соавтор). Большим успехом для Уотерса было привлечение к работе над альбомом Джеффа Бека, известнейшего гитариста, бывшего участника The Yardbirds и успешного сольного артиста. Бек участвовал в записи 7 песен альбома.

## Концепция
Главная идея альбома была навеяна Уотерсу фильмом Стэнли Кубрика «Космическая одиссея 2001» (англ. «2001: A Space Odyssey»), а конкретно, кадрами, в которых обезьяна сжимает кость в руке, разбивает о скалу и вдруг осознаёт, что её можно использовать как оружие. Уотерс использовал по аналогии образ гориллы, смотрящей телевизор (она же и изображена на обложке) и беспорядочно переключающей каналы в поисках чего-то интересного. Основная идея, высказанная Уотерсом в этом альбоме — взгляд на телевидение как на самостоятельную силу, имеющую власть над умами множества людей.
«Когда телевидение становится коммерческим и превращается в источник получения прибылей, то оно делает нашу жизнь банальной и бесчеловечной» (Роджер Уотерс о телевидении)
Тема телевидения не была использована Уотерсом впервые: ещё в 1983 году в интервью с Джимом Лэддом Роджер говорил о значении телевидения для человека. В альбоме Radio K.A.O.S. (1987) в песне «The Powers That Be» проходила тема «государства мыльной оперы». До этого телевизор упоминался в лирике Уотерса в альбоме Pink Floyd «The Wall» и присутствовал как важный элемент жизни главного героя в одноимённом фильме.
Название альбома было придумано по книге Нила Постмана «Развлекаемся до смерти» (англ. «Amusing Ourselves to Death»), написанной в 1986 году и посвящённой проблемам взаимоотношений средств массовой информации и властей.

## Список композиций
1. The Ballad of Bill Hubbard (Баллада о Билле Хаббарде) — 4:19
2. What God Wants, Part I (Что угодно Господу, Часть I) — 6:00
3. Perfect Sense, Part I (Истинный смысл, Часть I) — 4:16
4. Perfect Sense, Part II (Истинный смысл, Часть II) — 2:50
5. The Bravery of Being Out of Range (Храбрость находиться вне зоны поражения) — 4:43
6. Late Home Tonight, Part I (Опаздывают домой этим вечером, Часть I) — 4:00
7. Late Home Tonight, Part II (Опаздывают домой этим вечером, Часть II) — 2:13
8. Too Much Rope (Заставь дурака…) — 5:47
9. What God Wants, Part II (Что угодно Господу, Часть II) — 3:41
10. What God Wants, Part III (Что угодно Господу, Часть III) — 4:08
11. Watching TV (Просматривая телевизор) — 6:07
12. Three Wishes (Три желания) — 6:50
13. It’s a Miracle (Это чудо) — 8:30
14. Amused to Death (Развлеченный насмерть) — 9:06

## Участники записи
- Роджер Уотерс: вокал, бас (2, 13), синтезаторы (2, 4), акустическая гитара, 12-струнная гитара
- Патрик Леонард: клавишные: орган Хэммонда, синтезаторы, фортепиано (1-5, 7-14), программирование перкуссии (1), аранжировка хора (2, 9, 10, 11, 13), вокал: второй спортивный комментатор (4)
- Энди Файрвэзер Лоу: электро- и акустические гитары (2, 6, 7, 8, 9, 11, 12), дополнительный вокал (6, 7)
- Джефф Бек: гитара, соло-гитара (1, 2, 10, 11, 12, 13, 14)
- Джефф Уайтхорн: гитара (2, 8, 10, 14)
- Тим Пайерс: гитара (2, 5, 9, 12)
- Стив Люкатер: гитара (3, 4, 8)
- Джеймс Джонсон: бас (3,4, 6-8, 10, 12-14)
- Грэм Броуд: барабаны (2-4, 6-10, 12, 14)
- Луис Контэ: перкуссия (1, 3, 4, 6-8, 10, 12)
- Кэти Киссун, Дорин Чантер: дополнительный вокал
- Натали Джексон: дополнительный вокал (2, 5)
- Рэнди Джексон: бас (2, 9)
- Рик ДиФонзо: гитара (3, 4)
- Би Джей Коул: стил-гитара (3, 4)
- Брюс Гаитсч: акустическая гитара (3, 4)
- Джон Патитуччи: контрабас и электробас
- Джон Пайерс: бас
- Джон "Рэбит" Брандрик: орган Хэммонда (12)
- Пи Пи Арнольд: вокал (3, 4)
- Дон Хенли: вокал (11)
- Рита Кулидж: вокал
- Сид Сидвел: корнет
- Брайан Маклауд: барабаны: snare, hi-hat (3, 4)
- Денни Фонгхейзер: барабаны (5)
- Джефф Поркаро: барабаны (13)
- Го И и «Пекинские Братья»: дульцимер, лютня, чжэнь, гобой, бас (11)
- Н'Деа Девенпорт: дополнительный вокал
- Линн Фидмонт Линси: дополнительный вокал
- Джон Джойс, Стэн Лориел, Джим Хаас: дополнительный вокал
- Альф Раззелл, Королевский Фузилёр (стрелок): голос (1, 14)
- Чарльз Флейсчер: вокал (телевизионный проповедник)
- Марв Альберт (голос NBA): вокал (спортивный комментатор)
- Джессика и Джордан Леонард: вокал (кричащие дети)
- Аранжировка струнных и дирижирование — Джон Дюпри
- Лондонский Валлийский хорал, дирижёр Кеннет Боуэн
- Nation Philharmonic Orchestra Limited, аранжировки и дирижирование — Майкл Кэймен

## Синглы
Все синглы были выпущены в 1992.
- What God Wants, Part 1 — 35 место в хит-парадах Англии[4]
- Three Wishes (radio edit)/What God Wants (Part 1)/The Bravery Of Being Out Of Range
- The Bravery Of Being Out Of Range/What God Wants, part 1/Perfect Sense, part 1

## Позиции в хит-парадах
| Страна         | Наивысшая позиция | Пребывание в чарте | Источник |
| -------------- | ----------------- | ------------------ | -------- |
| Великобритания | 8                 | 4 недели           | [ 5 ]    |
| США            | 21                | 10 недель          | [ 6 ]    |